# Catedral de Nuestra Señora de Guadalupe (Basse-Terre)
La Catedral de Nuestra Señora de Guadalupe (en francés: Cathédrale Notre-Dame-de-Guadeloupe) es el nombre que recibe un edificio religioso que funciona como una catedral católica ubicada en Basse-Terre, Guadalupe una dependencia de Francia en el Mar Caribe. Es la sede de la Diócesis de Basse-Terre y Pointe-à-Pitre desde su creación en 1850.
Construida en 1736 , esta catedral cuenta con una armoniosa fachada barroca "jesuita" porque el modelo fue realizado por la Compañía de Jesús quien la promovió en el siglo XVII. La fachada de piedra volcánica , está adornado con estatuas de San Pedro, San Pablo y la Virgen María.
En la parte trasera de la catedral esta su campanario, separado.